# Jan Mycielski
Jan Mycielski (* 7. Februar 1932 in Wiśniowa, Polen; † 18. Januar 2025 in Boulder, Colorado) war ein polnisch-US-amerikanischer Mathematiker.

## Leben
Mycielski wurde 1957 an der Universität Breslau bei Stanisław Hartman promoviert (Anwendung freier Gruppen auf geometrische Konstruktionen). Danach war er 1957/58 in Paris als Wissenschaftler der CNRS, 1958 bis 1963 am Institut für Mathematik der polnischen Akademie der Wissenschaften, 1961/62 als Gastprofessor an der University of California, Berkeley, und 1967 Gastprofessor an der Case Western Reserve University, bevor er 1969 Professor an der University of Colorado Boulder wurde. Gleichzeitig wurde er 1968 zum Professor am Institut für Mathematik der polnischen Akademie der Wissenschaften ernannt. Zuletzt war er Professor Emeritus in Boulder. Er war unter anderem Gastwissenschaftler und Gastprofessor am IHES, am Los Alamos National Laboratory, der Universität Warschau und der Universität von Hawaii.
Er befasste sich mit vielen Gebieten der Mathematik, unter anderem Graphentheorie, Algebra, Spieltheorie, Topologie dreidimensionaler Mannigfaltigkeiten, Mengenlehre, Mathematischer Logik, Philosophie der Mathematik.
1959 heiratete er Emilia Przezdziecka. Ab 1975 war er US-Staatsbürger. 1965 wurde Jan Mycielski mit dem Stefan-Banach-Preis ausgezeichnet. Ab 1984 war er Herausgeber von Fundamenta Mathematicae und ab 1971 von Algebra Universalis. Er war Fellow der American Mathematical Society. 